# Skarpa (Miłomłyn)
Skarpa (deutsch Skerpen) ist ein Ort in der polnischen Woiwodschaft Ermland-Masuren. Er gehört zur Gmina Miłomłyn (Stadt- und Landgemeinde Liebemühl) im Powiat Ostródzki (Kreis Osterode in Ostpreußen).

## Geographische Lage
Skarpa liegt östlich des Jäskendorfer Sees (polnisch Jezioro Jaśkowskie) im Westen der Woiwodschaft Ermland-Masuren, 17 Kilometer nordwestlich der Kreisstadt Ostróda (deutsch Osterode in Ostpreußen).

## Geschichte
Der Ort Sckerpen (nach 1785 Alt Skerpen genannt, nach 1871 Skerpen ohne Zusatzbezeichnung) war in seinem Kern ein sehr großer Hof. Bis 1945 war er ein Wohnplatz innerhalb der Gemeinde Groß Altenhagen (polnisch Majdany Wielkie) im Kreis Osterode in Ostpreußen.
Mit der in Kriegsfolge 1945 vorgenommenen Überstellung des gesamten südlichen Ostpreußen an Polen erhielt Skerpen die polnische Namensform „Skarpa“. Heute ist der kleine Ort ein Teil der Stadt- und Landgemeinde Miłomłyn (Liebemühl) im Powiat Ostródzki (Kreis Osterode in Ostpreußen), bis 1998 der Woiwodschaft Olsztyn, seither der Woiwodschaft Ermland-Masuren zugehörig.

## Kirche
Bis 1945 war Skerpen in die evangelische Kirche Jäskendorf (polnisch Jaśkowo) in der Kirchenprovinz Ostpreußen der Kirche der Altpreußischen Union, außerdem in die römisch-katholische Kirche Mohrungen (polnisch Morąg) eingepfarrt.
Heute gehört Skarpa evangelischerseits zur Kirche Ostróda in der Diözese Masuren der evangelisch-augsburgischen Kirche sowie katholischerseits zur Pfarrei St. Bartholomäus Miłomłyn im Bistum Elbląg.

## Verkehr
Nach Skarpa führt direkt eine Straße von Majdany Wielkie (Groß Altenhagen). Groß Altenhagen war bis 1945 die nächste Bahnstation. Sie lag an der – jetzt stillgelegten – Bahnstrecke Elbing–Osterode (Ostpr.)–Hohenstein.